# Liste jüdischer Friedhöfe in Ostfriesland

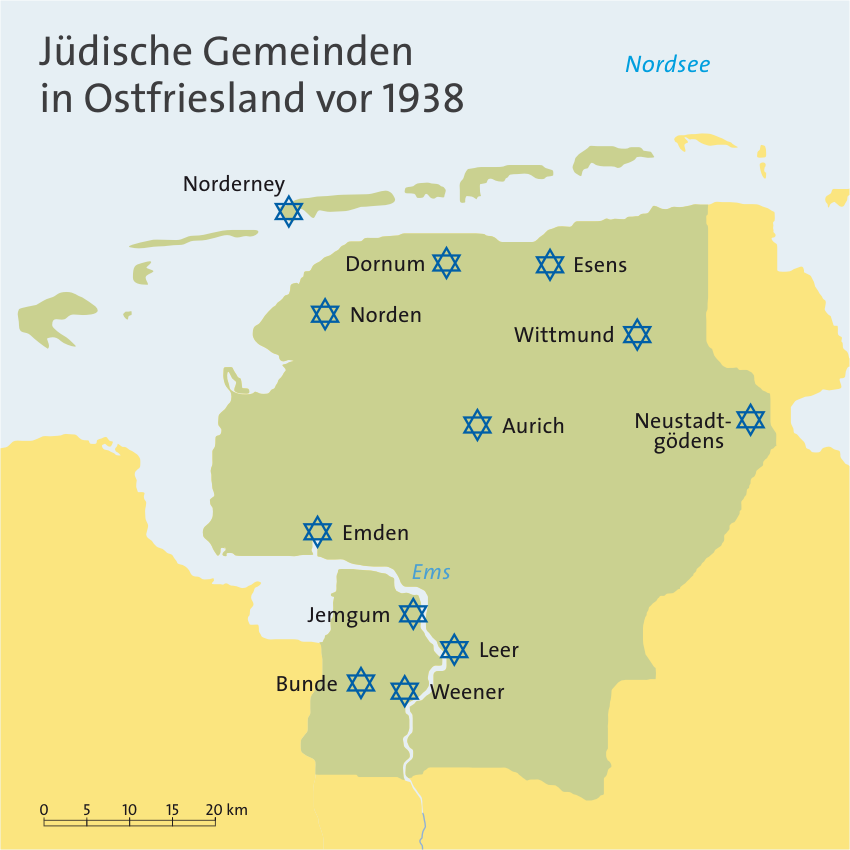
Orte mit jüdischen Gemeinden in Ostfriesland vor 1938

Die Liste jüdischer Friedhöfe in Ostfriesland gibt einen Überblick zu jüdischen Friedhöfen im historischen Territorium Ostfriesland. Bis in die Zeit des Nationalsozialismus gab es in Ostfriesland elf jüdische Gemeinden und eine Filiale der Jüdischen Gemeinde Norden auf Norderney. Von diesen wurden im Laufe der Jahrhunderte mindestens die hier aufgeführten 18 Friedhöfe angelegt. Endgültig erstarb das jüdische Leben in Ostfriesland im Jahr 1940. Ungefähr 50 Prozent der Juden in Ostfriesland wurden während des Holocaust von den Nationalsozialisten ermordet. Die wenigen heute in Ostfriesland lebenden Juden sind Teil der jüdischen Gemeinde in Oldenburg. Auf den jüdischen Friedhöfen Ostfrieslands finden nur noch gelegentlich Bestattungen statt.
| Ort, Friedhof                                                              | Bild | Gemeinde                         | Belegungszeit                                                              | Grabsteine                                                 | Bemerkungen | Lage           |
| -------------------------------------------------------------------------- | ---- | -------------------------------- | -------------------------------------------------------------------------- | ---------------------------------------------------------- | --- | -------------- |
| Aurich, Jüdischer Friedhof Aurich                                          |      | Jüdische Gemeinde Aurich         | 1764–1940, vereinzelt auch nach 1945, so etwa 2007                         | 353                                                        | Im Jahre 1911 durch den Ankauf von Nachbarparzellen nahezu verdoppelt. | ⊙              |
| Bunde, Jüdischer Friedhof (Bunde)                                          |      | Jüdische Gemeinde Bunde          | 1874 – unbekannt                                                           | 25                                                         | 1941 von Unbekannten geschändet. | ⊙              |
| Dornum, Jüdischer Friedhof Dornum                                          |      | Jüdische Gemeinde Dornum         | 1721/23 – 1938                                                             | 30/37                                                      | Zwischen 1940 und 1945 wurden die Grabsteine von den Gräbern entfernt und an der Marktstraße zusammengestellt. Weitere Planungen sahen vor, den Friedhof zu pflügen und nur noch ein Grab symbolisch stehen zu lassen. Dies wurde jedoch nicht mehr umgesetzt. | ⊙              |
| Emden, Friedhof Tholenswehr (siehe Jüdische Friedhöfe in Emden)            |      | Jüdische Gemeinde Emden          | etwa 1530–1703                                                             | Keine erhalten. Eine Hinweistafel erinnert an den Friedhof | 1586 erstmals erwähnt. Der Friedhof wurde von den kleinen ostfriesischen Gemeinden, etwa Weener, Bunde, Jemgum und Stapelmoor mitgenutzt. | ⊙              |
| Emden, Friedhof an der Bollwerkstraße (siehe Jüdische Friedhöfe in Emden)  |      | Jüdische Gemeinde Emden          | 1703–2004                                                                  | 754/798                                                    | Auf dem Friedhof befindet sich seit dem 3. September 2000 eine aus drei Granitstelen bestehende Gedenkstätte für die in der NS-Zeit ermordeten emder Juden. | ⊙              |
| Esens, Jüdischer Friedhof (Esens)                                          |      | Jüdische Gemeinde Esens          | 1702–1938                                                                  | mindestens 13                                              | Letzte Beerdigung am 31. März 1938. 1940 völlig verwüstet. | ⊙              |
| Jemgum, Jüdischer Friedhof (Jemgum)                                        |      | Jüdische Gemeinde Jemgum         | 1854/55 – 1932                                                             | 13                                                         | Der Friedhof liegt etwa einen Kilometer außerhalb von Jemgum. | ⊙              |
| Leer, Jüdische Friedhöfe in Leer                                           |      | Jüdische Gemeinde Leer           | Mitte des 17. Jahrhunderts – 1939, vereinzelt auch nach 1945, so etwa 1985 | 235                                                        | Die Jewish Trust Corporation übergab den ältesten Teil des Friedhofes im Jahre 1953 an die Stadt Leer und den Rest 1959 an den Landesverband der Jüdischen Gemeinden von Niedersachsen.                                                                        | ⊙              |
| Leer, Friedhof Loga (siehe Jüdische Friedhöfe in Leer)                     |      | Jüdische Gemeinde Leer           | 1860 erstmals erwähnt, ältester Grabstein von 1828 – unbekannt             | 13                                                         | Die in Loga lebenden Juden waren Mitglieder der Synagogengemeinde in Leer. | ⊙              |
| Neustadtgödens, Jüdischer Friedhof (Neustadtgödens)                        |      | Jüdische Gemeinde Neustadtgödens | 1708 – etwa 1940, vereinzelt auch nach 1945, so etwa 1982                  | 84                                                         | Vor 1708 wurden die Toten aus Neustadtgödens in Wittmund beerdigt. | ⊙              |
| Norden, Jüdischer Friedhof Norden                                          |      | Jüdische Gemeinde Norden         | 1569–1938                                                                  | 285/318                                                    | Ältester jüdischer Friedhof in Ostfriesland. Auf dem Friedhof befindet sich seit dem 21. Juni 2005 ein Mahnmal zur Erinnerung an die ermordeten Männer, Frauen und Kinder der ehemaligen Synagogengemeinde Norden.                                             | ⊙              |
| Weener, kleiner Friedhof Smarlingen (siehe Jüdische Friedhöfe in Weener)   |      | Jüdische Gemeinde Weener         | Ende des 16. Jahrhunderts – Anfang des 17. Jahrhunderts                    | 4 (in Fragmenten erhalten)                                 | Der Friedhof befindet sich auf einem Privatgrundstück und ist nicht öffentlich zugänglich. | ⊙              |
| Weener, Friedhof Smarlingen (siehe Jüdische Friedhöfe in Weener)           |      | Jüdische Gemeinde Weener         | 1670–1849                                                                  | 30                                                         | Der Friedhof befindet sich auf einem Privatgrundstück und ist nicht öffentlich zugänglich. | ⊙              |
| Weener, Friedhof Graf-Edzard-Straße (siehe Jüdische Friedhöfe in Weener)   |      | Jüdische Gemeinde Weener         | 1896 – etwa 1940, vereinzelt auch nach 1945, so etwa 1982                  | 21                                                         | Einige Grabsteine wurden 1943 an einen Steinmetz verkauft. Dafür wurden später 59 Namensplatten aufgestellt. | ⊙              |
| Weener, Friedhof Graf-Ulrich-Straße (siehe Jüdische Friedhöfe in Weener)   |      | Jüdische Gemeinde Weener         | 1850 – unbekannt                                                           | 85                                                         | Das Friedhofsgrundstück war ein Geschenk der Brüder Isaak und Joseph Israels an die Gemeinde. | ⊙              |
| Wittmund, alter Friedhof (siehe Jüdische Friedhöfe in Wittmund)            |      | Jüdische Gemeinde Wittmund       | 1684 erstmals erwähnt. Lage unklar.                                        | unbekannt                                                  | Auf diesem Friedhof wurden wahrscheinlich auch die Toten aus Esens und Neustadtgödens beerdigt. Er ist vermutlich nicht identisch mit dem Friedhof an der Finkenburgstraße.                                                                                    | Lage unbekannt |
| Wittmund, Friedhof Finkenburgstraße (siehe Jüdische Friedhöfe in Wittmund) |      | Jüdische Gemeinde Wittmund       | Ende des 18. Jahrhunderts – unbekannt                                      | 10                                                         | Gegen Ende des 19. Jahrhunderts voll belegt. Vermutlich gab es noch einen älteren Friedhof in Wittmund. | ⊙              |
| Wittmund, Friedhof Auricher Straße (siehe Jüdische Friedhöfe in Wittmund)  |      | Jüdische Gemeinde Wittmund       | 1902–1939                                                                  | 18                                                         | Auf dem Friedhof befindet sich seit dem 3. September 2000 eine aus drei Ziegelmauern bestehende Gedenkstätte für die in der NS-Zeit ermordeten wittmunder Juden.                                                                                               | ⊙              |